# نیو ریچموند (ویرجینیای غربی)
نیو ریچموند(به انگلیسی: New Richmond) شهری در ایالت ویرجینیای غربی کشور ایالات متحده آمریکا است که جمعیت آن در سرشماری سال ۲۰۱۰ میلادی، ۲۳۸ نفر بوده‌است.